# Dicheranthus
Genre
Dicheranthus est un genre de plantes de la famille des Caryophyllaceae. Il est monotypique puisqu'il ne comprend qu'une espèce Dicheranthus plocamoides Webb. Il est endémique des Îles Canaries.